# Grethe
Grethe er et pigenavn, der er en kortform af Margrethe. Navnet findet også i varianterne Grete, Greta og Gretha samt de tyske former Gretchen og Gretel. Omkring 24.500 danskere bærer et af disse navne ifølge Danmarks Statistik. Dertil skal lægges, at navnet er meget anvendt i sammensætninger med og uden bindestreg, f.eks. Anne-Grethe, Hannegrete.

## Kendte personer med navnet
- Greta Andersen, dansk svømmer.
- Greta Thunberg, svensk klimaaktivist.
- Grethe Dirckinck-Holmfeld, dansk forfatter.
- Grete Frische, dansk skuespiller.
- Greta Garbo, svensk skuespiller.
- Grethe Holmer, dansk skuespiller.
- Anne Grete Holmsgaard, dansk folketingspolitiker.
- Grethe Ingmann, dansk sanger.
- Grete Klitgaard, dansk sanger.
- Grethe Kolbe, dansk dirigent og kapelmester.
- Grethe Mogensen, dansk sanger og skuespiller.
- Grethe Fenger Møller, dansk politiker og minister.
- Anne Grete Rendtorff, dansk sanger.
- Anne-Grethe Bjarup Riis, dansk skuespiller.
- Grethe Rostbøll, dansk politiker og minister.
- Grete Roulund, dansk forfatter.
- Greta Scacchi, italiensk-engelsk skuespiller.
- Grethe Sønck, dansk sanger og skuespiller.
- Grethe Thordahl, dansk skuespiller.
- Grete Waitz, norsk løber.

## Navnet anvendt i fiktion
- Hans og Grethe samt Den kloge Grete er eventyr samlet af brødrene Grimm.
- I filmen Oh Happy Day fra 2004 er Grethe en af hovedpersonerne; hun spilles af Ditte Gråbøl.

## Andre anvendelser
- En sort af planten almindelig ene hedder 'Grethe'.